# Днепров, Анатолий Семёнович
Анато́лий Семёнович Днепро́в (настоящая фамилия Гросс; 1 апреля 1947, Днепропетровск — 5 мая 2008, Ростовская область) — советский, американский и российский певец, музыкант, композитор и поэт-песенник. Исполнитель песен в жанре городского романса.

## Биография

Могила Днепрова на Троекуровском кладбище Москвы.

Родился в Днепропетровске в еврейской семье. В пять лет научился играть на аккордеоне и сам подбирал по слуху популярные в то время песни. В 1954 году пошёл учиться в школу № 9. Окончив восемь классов, стал студентом Днепропетровского индустриального техникума.
В 1963 году поступил в Днепропетровский индустриальный техникум на специальность мастера контрольно-измерительных приборов, а в 1964 году — в городское музыкальное училище имени Глинки. В 1967—1970 годах служил в армии в составе ансамбля песни и пляски МВД Украины и Молдавии в Киеве, затем работал пианистом в джаз-оркестре Днепропетровского трубопрокатного завода имени Карла Либкнехта.
В 1971 году окончил музыкальное училище и поселился в Москве, где началась его работа с самыми известными исполнителями того времени: Иосифом Кобзоном, Нани Брегвадзе, ансамблями «Поющие сердца», «Весёлые ребята», «Самоцветы», «Пламя», «Синяя птица». Первые годы проведённые в столице были довольно трудными — заработки были случайными и не было постоянного жилья. Счастливый случай свёл его с поэтом Павлом Леонидовым, человеком-легендой, который работал концертным деятелем ещё во времена Сталина. Его знала вся творческая богема. И вот с таким человеком они стали творческим тандемом, — Днепров писал музыку, а Леонидов стихи. Одной из первых их совместных работ стала песня «Васильковая канва», которую исполнила певица Нина Бродская.
В 1979 году Михаил Танич написал слова на музыку Днепрова и появилась песня «Радовать», хит в исполнении Анатолия Семёновича. Музыкант становится автором музыкальных композиций первой пластинки Анатолия Могилевского «Разбитое сердце».
В 1979—1987 годах жил в эмиграции в Нью-Йорке. Писал песни на английском и русском, работал в ночных клубах, гастролирует по США и Канаде. В группе Днепрова «New Ways», которую он собрал на первых порах, играли американские музыканты.
В 1982 году после знаменательной встречи музыканта с продюсером первой величины Джоном Хаммондом, Днепров стал его подопечным и начал сотрудничать со звукозаписывающей компанией «Медиа-Макс Студия». Записывал англоязычные синглы автора-исполнителя «Как дела, Америка?» («How are you, America?»), «Хорошая компания» («Good Company»), «Потерянный» («Lost»). Информация о русском музыканте появлялась в ведущих изданиях прессы («Daily News», «USA Today» и в «Bill Board»). Заключал контракт с голливудским режиссером М. Зархи на создание саундтрека к ленте «Американская свалка». На музыкальном конкурсе в Лос-Анджелесе получил первую премию.
С 1987 года занимался концертной деятельностью в СССР. В 1989 году с песней «Адрес-Русь» стал лауреатом фестиваля «Песня-89», и с тех пор певец гастролировал с сольными концертами по всей стране и выпускал диски. Начались всесоюзные гастроли музыканта. В эти годы певец выпустил диски «Ответ Вилли Токареву», «Рябина». В середине 90-х годов появился альбом «Прямой ответ», в который вошли треки «Невиновная», «Русская женщина», «Постой», «Целый мир», «Ялта». В сборник «Не нарушая одиночества», выпущенный в 1995 году, были включены песни «Россия», «Такси-блюз», «А осень как гость», «Одна».
Автор песен «В реку смотрятся облака», «Давно прошло детство», «Давай помиримся», «Радовать», «Телефон доверия», «Еврейский мальчик», «Россия», «Армения», «Рюмка ностальгии», «Ах, как жаль» («Не провожай») и других. Автор песен дебютного альбома Анатолия Могилевского «Разбитое сердце» (1979).
Автором слов многих песен в репертуаре Анатолия Днепрова были его жена Ольга Павловна Гросс (псевдоним Ольга Павлова — «Россия», «Как дела, Америка», «Окаянная», «Признание с поручиком Голицыным», «Не пойму», «Ах, как жаль», «Как нам дальше жить», «Адрес—Русь», «Мама выходит замуж», «Ты только мне не прекословь», «Ах, какие белые на синем», «Возвратите любовь», «Еврейский мальчик») и тесть, известный импресарио Павел Леонидович Леонидов («Звёзды на лугу», «А море спит», «Целый мир», «Ока», «Веточка рябины»). Песни Анатолия Днепрова исполняли также вокально-инструментальные ансамбли «Весёлые ребята» и «Самоцветы». В 70-х годах первой исполнительницей многих песен Анатолия Днепрова была София Ротару.
Однако наступили 90-е годы, когда интерес к «эмигрантской» песне заметно упал. Анатолию Днепрову пришлось в 2002 году устроиться учителем музыки в одной из школ города Ростова-На-Дону, где он проработал до 2007 года. Всё больше начинали беспокоить проблемы с сердцем.
В начале 2000-х Анатолий Днепров написал альбомы «Я на свободе», «Каждому свое», «Не формат», «Слушай и танцуй», которые помимо романтичных баллад, таких как «Ах, как жаль», «Прости», включают в себя и жанровые песни-зарисовки «Пятый туз», «Стучат колеса». Создал шансонье и музыкальные композиции на еврейские темы: «Шалом», «Тетя Хая», «Еврейский мальчик». В 2000 году с песней «Город наш Москва» выступил на концерте «Звёздная пурга».
В 2006 году Анатолий Днепров записал последний диск «Ностальгия по России», который был специально создан для Армении. Певец полюбил маленькую горную страну, и часто приезжал туда с концертами. Вместе с Татой Симонян шансонье создал хит «Армения моя». 31 марта 2007 года с песней «Радовать» выступил на церемонии вручения музыкальной премии «Шансон года». В 2007 году в Москве состоялся большой юбилейный концерт Анатолия Днепрова. После этого концерта певец возобновил активную гастрольную деятельность, что привело к ещё большему ухудшению состояния его здоровья.
5 мая 2008 года Анатолий Днепров скоропостижно скончался в автомобиле по пути на концерт из Волгограда в Ростов-на-Дону, в 18 км от Белой Калитвы, Ростовская область. Вместе с музыкантом в салоне находилась директор Юлия Куренкова.
На могиле Анатолия Днепрова, на Троекуровском кладбище в Москве, выбита эпитафия со словами из его песни «Радовать».
Песня «Армения моя» стала неофициальным гимном Армении.

## Фильмография
- 1991 — «Как это делалось в Одессе» (фильм-спектакль)
- 2001 — «Идеальная пара» — певец в ресторане

## Семья
- Отец — Семён Файвель-Ицикович Гросс (1917—2002), участник Великой Отечественной войны[2]. Младшая сестра Лариса проживает в Израиле.
- Жена (1973—2007) — Ольга Павловна Гросс (урождённая Леонидова, псевдоним — Ольга Павлова, род. 1952).
  - Сыновья — бизнесмены-домейнеры Филипп Гросс (1974—2020), совладелец крупнейшего российского регистратора доменных имён Reg.ru; Павел Гросс (род. 1983). Дочь — Елена Гросс (род. 1986).